# Meer van Garlate
Het Meer van Garlate (Italiaans: Lago di Garlate) is een meer in de Italiaanse regio Lombardije (provincie Lecco). Het ligt direct ten zuiden van de provinciehoofdstad Lecco, op slechts anderhalve kilometer van het Comomeer. Het meer wordt gevoed door de rivier de Adda die het water ook weer doorvoert naar het kleine Meer van Olginate vanwaar deze de Povlakte instroomt.
De oevers van het Meer van Garlate zijn druk bevolkt en geïndustrialiseerd. Behalve Lecco zijn er de belangrijkste plaatsen Garlate, Olginate en Vercurago. Hoewel het meer landschappelijk gezien niet tot de mooiste van de streek behoort trekt het veel toeristen, veelal mensen uit de directe omgeving. Aan de oevers zijn twee campings gevestigd. Ten noordwesten van het meer verrijst de 922 meter hoge Monte Barro waarvan de hellingen tot natuurreservaat verklaard zijn.
Rond het meer lopen belangrijke doorgaande wegen. Langs de westzijde de SS342 die richting Milaan gaat via Merate en langs de oostzijde de weg en spoorlijn van Lecco naar Bergamo. In het noorden loopt over de brug over de Adda de superstrada SS36 en spoorlijn naar Milaan via Monza.
Albano · 
Alserio · 
Annone · 
Barrea · 
Bolsena · 
Bracciano · 
Campotosto · 
Comabbio · 
Como · 
Endine · 
Garda · 
Garlate · 
Idro · 
Iseo · 
Ledro · 
Lugano · 
Maggiore · 
Mergozzo · 
Misurina · 
Monate · 
Orta · 
Pusiano · 
Trasimeno · 
Varese · 
Vico · 
Viverone